# Basanija
Basanija, antično ilirsko naselje, ki je stalo zelo blizu grške kolonije Lissus, sedanjega Lezhë v Albaniji. Njegovi prebivalci so bili verjetno helenizirani.